# Micrathetis triplex
Micrathetis triplex là một loài bướm đêm trong họ Noctuidae.